# Цвергшнауцер
Цвергшна́уцер (нем. Zwergschnauzer от zwerg — гном, schnauzer — усач, усатая морда), миниатюрный шнауцер, карликовый шнауцер, до 1895 года в Германии и до 1926 года в США также жесткошёрстный пинчер — самая маленькая по размеру (высота в холке по стандарту FCI 30—35 сантиметров) служебная собака в мире.
Цвергшнауцер является самой маленькой породой из группы шнауцеров. Существует три признанных окраса во всём мире — «перец с солью», чёрный, чёрный с серебром и не признаваемый в США белый окрас. Несмотря на забавную внешность, цвергшнауцер — это очень серьёзная собака, бесстрашная, чуткая, внимательная, легко дрессируемая и преданная хозяину.

## История породы
Своё происхождение цвергшнауцер (миниатюрный шнауцер), так же как и ризеншнауцер (гигантский шнауцер), ведёт от миттельшнауцера (среднего шнауцера; до появления миниатюрного и гигантского шнауцеров эта порода называлась шнауцер без уточнения).
Происхождение собственно шнауцеров достоверно не установлено. Теория Теофила Штудера о происхождении шнауцеров, как и других собак, от торфяной собаки, найденные останки которой датируются III—IV векам до нашей эры, опровергнута генетическими исследованиями. Очевидно что более близкими предками шнауцера являются жесткошёрстные собаки Южной Германии, которых в средние века держали жители тех мест для охраны жилища и борьбы с грызунами, подобно тому, как в то время в Англии использовались терьеры.
Первые сведения о выведении цвергшнауцеров в Германии относятся к концу XIX века. Их предки охраняли сельские амбары от крыс и других паразитов. Для создания миниатюрной копии известного тогда миттельшнауцера, были скрещены несколько поколений мелких представителей породы. При скрещивании с другими породами, такими как аффенпинчер, пудель, миниатюрный пинчер, шпиц, в качестве побочного эффекта появлялись цвета, не соответствовавшие конечной цели заводчиков, и для стабилизации генофонда разноцветные и белые щенки исключались из программ разведения. Первый миниатюрный шнауцер был зарегистрирован в 1888 году, первая выставка была проведена в 1899 году.
Благодаря их храбрости цвергшнауцеры первоначально использовались для охраны стад, маленьких ферм и домов. Со временем они стали использоваться для ловли крыс, потому что у них было достаточно ловкости для этого, а небольшой размер позволял им забираться в труднодоступные места.
В России первые цвергшнауцеры появились в 1974 году. Это были две суки и кобель Фриц Тинкер Казанова (вл. Гросман), вывезенный из США. Позднее Л. Поповой удалось в течение нескольких лет привозить собак из Чехословакии. В Москве разведение миниатюрных шнауцеров началось в 1980 году, когда были получены первые пометы от собак, привезенных из Львовской пограншколы, все происхождения ЧССР.

## Внешний вид
Согласно стандарту,

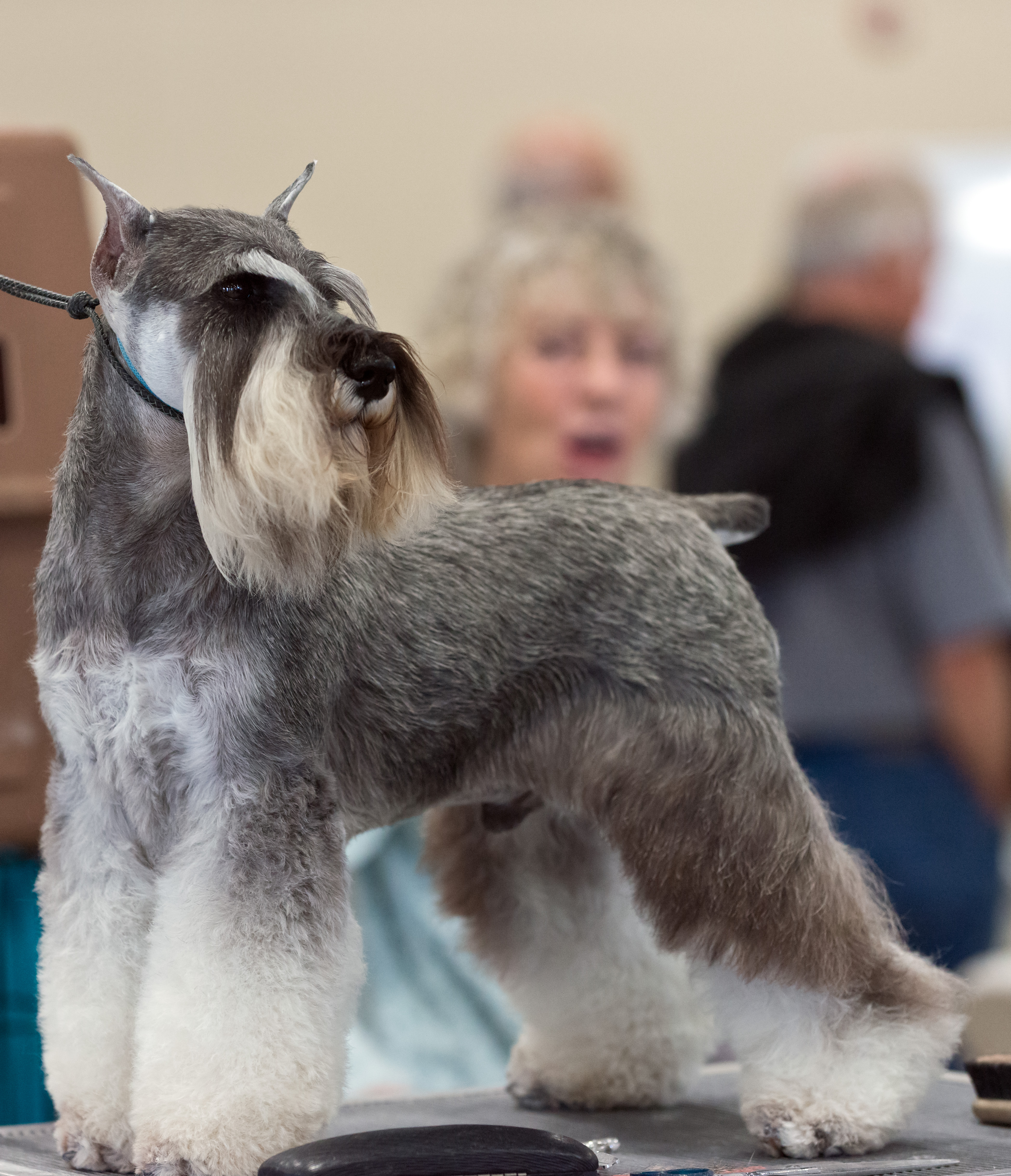
Окрас «перец с солью»

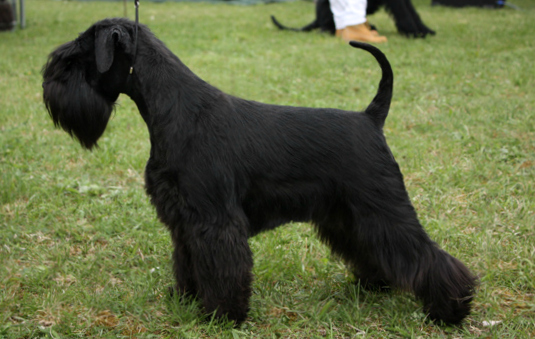
Чёрный окрас

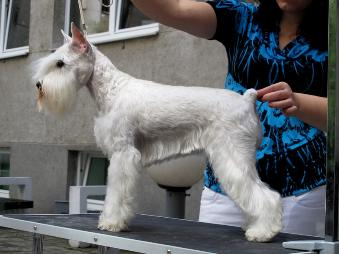
Белый окрас

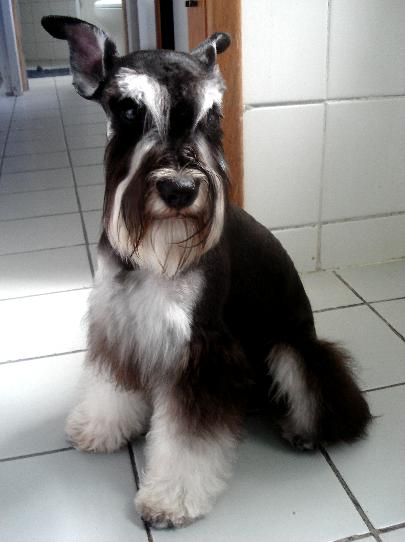
Цвергшнауцер окрас чёрный с серебром

цвергшнауцер — маленькая, сильная, квадратного формата, жесткошёрстная, изящная собака. Миниатюрный шнауцер должен представлять собой уменьшенную копию стандартного шнауцера без сопутствующих уменьшению роста признаков карликовости.
Высота в холке 30—35 см, вес 4—8 кг.
Шерсть очень жёсткая и густая. Она состоит из густого подшёрстка и жёсткого, хорошо прилегающего на корпусе покровного волоса. Покровный волос грубый, достаточно длинный, чтобы можно было разобрать его структуру, ни взъерошенный, ни волнистый. Шерсть на конечностях имеет предрасположенность быть не настолько жёсткой. На лбу и ушах она короткая. Как типичный признак она образует на морде не слишком мягкую бороду и кустистые брови, которые слегка нависают над глазами.
Окрас:
- Чисто чёрный с чёрным подшёрстком
- Перец с солью
- Чёрный с серебром
- Чисто белый с белым подшёрстком

До 1976 года были признаны два окраса — «перец с солью» и чисто чёрный. Третий окрас — чёрный с серебром (ставший со временем очень популярным) был утвержден в 1976 году в Германии, а годом позже его признала FCI. Четвёртый, белый окрас, был признан FCI в 1992 году.
Голова крупная, с характерными бородой и бровями, постепенно сужающаяся от ушей к глазам и от глаз к мочке носа. Косматые брови подчеркивают переход ото лба к морде. Зубы крепкие, очень белые, с ножницеобразным прикусом. Уши купированные, стоячие или не купированные, плотно прилегающие к голове
Лапы короткие, округлые, собранные в комок, с крепкими темными когтями и твердыми подушечками.
Хвост высоко посажен. Согласно стандартам МКФ 2000 и 2007 года, он должен оставляться естественным, по более ранним стандартам его полагалось купировать, оставляя 3 позвонка.

## Характер и содержание
Все шнауцеры друг от друга отличаются только размером, в остальном они схожи. Как и все представители группы шнауцеров цвергшнауцер — бдительная и подвижная собака, в то же время легко подчиняющаяся командам. Он не очень дружелюбен к чужим людям, но умён и всегда готов быть полезным. Не агрессивен и не робок. Недоверчиво относится к посторонним, всегда начеку.

И ещё одно немаловажное замечание: цвергшнауцер — это яркий представитель шнауцериного семейства, но обладающий самым скромным ростом. В этом-то росте заключается и его несомненное достоинство, но и кроется источник основных сложностей. Цверг — это шнауцер, у которого в маленьком теле живёт большая собака, в этом-то и заключается его главная проблема. Проблема и с пониманием хозяевами того, что за зверь болтается у них на поводке, проблема несоответствия ожидаемого и полученного. Проблема в том, что люди, которых угораздило в качестве домашне-диванного любимца приобрести цверга, вовсе не рассчитывали на то, что они получат «ризеншнауцера в таблетке» со всеми присущими шнауцериной семье специфическими чертами. А именно: настороженности к окружающим и желании охранять хозяина и хозяйское добро. В стремлении на равных общаться со всеми собаками, независимо от их размера, в наличии энергичности и недюжинного ума. А самое главное — способности беспрекословно подчиняться только тому, кто быстрее, умнее, сильнее и лучше.
— Татьяна Филиппова, заводчик цвергшнауцеров, эксперт FCI, РКФ

## Уход
Шерсть шнауцера, как и всех жесткошёрстных пород, требует специальной обработки. Два раза в год, когда начинается линька, проводят выщипывание мертвых волос — тримминг. Мягкие части, голову и уши, кожу шеи, обрабатывают специальными ножницами, чтобы не причинить боль. При правильном уходе в квартире, где живёт шнауцер, практически не бывает шерсти.